# グランツーリスモ (映画)

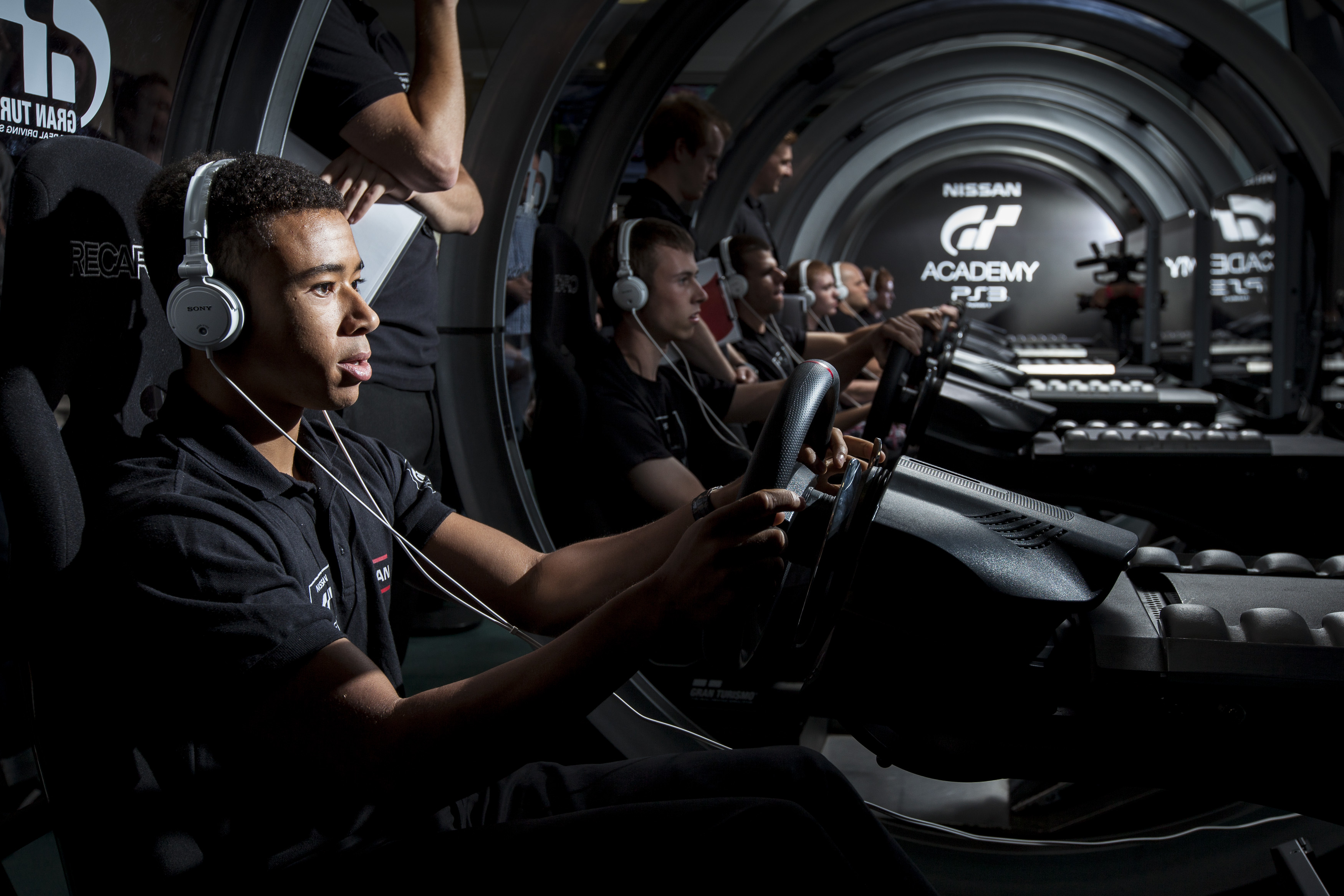
実際のヤン・マーデンボロー（2013年）

『グランツーリスモ』（原題：Gran Turismo）は、2023年のアメリカ合衆国の伝記ドラマ映画。
同名のレーシングシミュレーションゲームシリーズと、10代のグランツーリスモプレイヤーでありプロのレーシングドライバーとなったヤン・マーデンボローの実話に基づいている。ただし、レースの順位や、登場人物の名前やプロフィールなどは実際と異なっている。
ジェイソン・ホールとザック・ベイリンが脚本、ニール・ブロムカンプが監督を務め、コロンビア・ピクチャーズ、PlayStation プロダクションズ、2.0エンターテインメント、トリガー・ストリート・プロダクションズが製作する。

## あらすじ
25年前（1997年）、カーレースの布教を熱望した山内一典はテレビゲームの『グランツーリスモ』を開発。物語はゲームの開発シーンとホンダ・NSXとフォード・GTがサーキットを走る所から始まる。
英国ウェールズ、カーディフ。元サッカー選手のスティーブを父に持つイギリス人の青年ヤン・マーデンボローは、アルバイトの給料をステアリングコントローラーに投じるほど、テレビゲームの『グランツーリスモ』に熱中する毎日を送っていた。プロレーサーになる夢を持っていた彼だったが、サッカー選手としての道を順調に歩んでいた弟のコビーとは対照的に大学にも行っておらず、父から進路のことで毎日苦言を呈されていた。
所変わって日本・東京。日産のマーケティング担当ダニー・ムーアはグランツーリスモのプレイヤーにコンテストを行い、プロのレーサーを生み出す企画を日産本社でプレゼンテーションで披露する。その案を聞いた日産役員がダニーへもしもの事に備えてチーフ・エンジニアを加えることを条件に案を承認したことを伝えた。
その夜、早速チーフ・エンジニア探しを行うダニーだったが、候補のエンジニア達には尽く断られてしまう。最終的にダニーは"ありえない"としていた元レーサーで現在はメカニックを務めるジャック・ソルターと交渉するためにチーム・キャパに赴き、ジャックがル・マンに参戦した件を引き合いに出し声をかけて交渉を試みるも、ジャックは「バカげてる」として一蹴する。ところが、夜のミーティングにおいてニコラス・キャパのドライビングに対しアドバイスを送った際に逆上されたことで堪忍袋の緒が切れチーム・キャパを脱退。危険であると判断すれば抜けるという条件付きながら一転してチーフ・エンジニアを引き受けた。
ある日、アルバイト中のヤンの元にゲーマー仲間パーソルからある連絡を受ける。ゲーマーカフェに駆けつけたヤンはディスプレイに映る見覚えのない画面を誰かのいたずらと疑うが、その内容とは『グランツーリスモ』で最速ラップを叩き出したプレイヤーへ、ダニーからグランツーリスモでSCEと日産が主催するレーシングドライバー養成プログラム「GTアカデミー」への選抜レースに選ばれたこと、そして勝者のプレイヤーには本物のレーシングドライバーへと育成するチャンスを与えるというものだった。子どもの頃からレーサーに憧れていたヤンは明日の選抜レースのために練習と、あえてラインをそれて走り追い抜く事の実験を重ねる。そんな中、弟のコビーからパーティーの誘いを受ける。最初は断るも想いを寄せる女性のオードリーも来ることを聞いてしまいまんまと誘いに乗り、スティーブのフォルクスワーゲン・コラードをこっそり持ち出してパーティー会場へと向かう。ヤンチャをする友人を尻目にオードリーと共に『グランツーリスモ』の事を語り合うヤンだったが、警察に見つかり撤収せざるを得なくなる。騒ぎを起こす友人にウンザリしつつも家路に付くヤンだったが、父の車に傷をつけられたり警察に止められるなど散々な目に遭ってしまう。しかし機転を効かせ警察の追跡を見事に振り切るも今度は父に見つかってしまう。
大会当日になるも、昨日の弟たちを庇って罪を被ったヤンは父の働く場所で列車の連結を行う仕事を行うハメになる。ところが仕事の最中に父との会話で「くだらないテレビゲームでレーサーになれる訳が無い」という一言に嫌気が刺したヤンは仕事を抜け出してゲーマーカフェへ向かう。会場まで自転車を猛スピードで漕ぎ、ギリギリのところでなんとか間に合わせたヤン。到着がギリギリだったことから初めは順位を落とすもこれまでのテクニックを見事に活かしきり、見事最終予選である選抜レースで優勝、世界で10人しかいないGTアカデミーの候補生となる。
GTアカデミーでヤンたちゲーマーを迎えたのは、ダニーがチーフ・エンジニアとして雇ったジャック・ソルターだった。チーフ・エンジニアを務める傍ら、トレーナーも兼任するジャックはアカデミー生を徹底的にしごく。厳しいトレーニングに加えジャックの審査もあり失格者が続出し、アカデミーの生徒はたちまち半分になってしまう。そんなヤンは当初は期待されておらず、しまいにはトレーニングの際にオーバーテイクを試みた際、車を止められずジャックを横に乗せたままクラッシュする始末だった。翌日のミーティングで昨日のクラッシュについて説明するジャックにヤンは「ブレーキがフェードしていた」と指摘するもジャックにはバカにされてしまうが、ヤンの言う通りブレーキがフェードしていたのだ。なぜブレーキフェードがわかっていたのかをジャックはヤンに訪ね、同時にヤンが最終試験のレースに生き残った事を伝えた。翌日の最後の試験であるレースでライバルのマティと勝負を繰り広げ僅差で勝利を決める。しかし勝利が僅差だったことからヤンではなくマティを代表にするべきだとダニーは言うもジャックはヤンを信じ、ヤンの勝利をマーシャルに宣告。アカデミー代表になることができた。
そんなアカデミーの代表となったヤンには、最後の試練として日産と契約するため、ライセンス取得のための国際レースに挑戦する。ライセンス取得のための条件である4位を目指し初戦レッドブル・リンクにおいては当初はライバルや雰囲気に気圧されるも自信をつかみ4位までポジションを上げる。ところがニコラスの押出しをモロに喰らってしまいスピン。27位という結果に終わる。悔しさをバネにし次回のレースへと挑むもトラブルに見舞われるなど惨憺たる結果だったが、徐々に戦績を上げていく。しかしレースは最終戦ドバイにまでもつれ込んでしまいこれが最後のチャンスになってしまう。ニコラスの妨害やクラッシュによるパーツの直撃を受けるなどの受難を迎えるが、機転を利かせライバルのフレデリック・シューリンを抑え込みレースで4位に入賞。念願のライセンスを獲得し、日産との契約にこぎつけた。
日産との莫大な契約金を獲得し、順風満帆の人生が待っていると思われたヤンだったが、ライセンス獲得後に父と母がテレビで見守る中行われたニュルブルクリンクのレースで次々オーバーテイクを決めるも、フルークプラッツで車が宙を舞ってしまい観客を巻き込む事故を起こしてしまい、ヤンも負傷してしまう。病院にてジャック達から観客の死亡を伝えられたヤンは自責の念を抱き、父の言うとおりレーサーになることを諦めていれば良かったと意気消沈するも、ジャックは自身が経験したル・マンでの失敗を語り、このことを乗り越えるには、レーサーとして結果を残すしかないこと、そしてニュルブルクリンクを走り切ろうと励まし、自らが乗るポルシェ・911 GT3 RSをヤンにドライブさせる。
一方でヤンの事故はお咎めなしとなるも、キャパ達がヤンやシムレーサーに対する反対運動を始め、日産はチーム解散を検討。これによりGTアカデミーの存続が危うくなってしまった。汚名を返上するため、ダニーはゲーマー達をドライバーにしル・マン24時間耐久レースに挑むことを決意。あと2人ドライバーが必要だと言ったジャックに対しダニーは、アカデミーでしのぎを削ったマティとアントニオが小規模なレースに出ている事を伝え、2人をヤンのチームメイトとして迎え入れる。ジャックができなかった事をやり遂げ伝説になると誓ったヤンはマティとアントニオと共にル・マンへと挑む。
ル・マンへの準備を進めるヤンだったが、パドックにて父のスティーブがやってくる。スティーブはプレイステーションが何なのかはよくわからないとしつつも、ヤンの夢を支えなかったことを涙ながらに詫びた。それに対しヤンは父の所属したクラブのロゴのステッカーを貼ったヘルメットを見せ、父は自分の誇りであることを伝えた。
家族や友人、GTアカデミーで競い合った仲間たちが見守る中ついにル・マンがスタートする。シューリンを捉え追い詰めるが周回遅れのフェラーリ・488と接触しシューリンが宙に浮き爆発炎上する事故を起こす。これによりニュルブルクリンクでのトラウマが蘇ってしまったヤンはペースを上げられずにいた。声掛けに応じないヤンに対し機転を効かせたジャックは、ヤンからもらったウォークマンで音楽を流し、ヤンをレースに引き戻させる。トラウマを乗り越え復活したヤンはグランツーリスモで培ったテクニックを活かし、マティとアントニオと共にたちと共に順位を上げていく。ところが、残り5時間のところでアントニオが足を攣ってしまうアクシデントが起きてしまう。早めの交代でヤンが出陣するもタイヤ交換の際にナットが転がり落ちるハプニングに見舞われる。ジャックの機転でなんとかこの場を切り抜けるも、9位まで順位を落とす痛手を負ってしまった。
快走を続けるヤンは"あえてラインをそれて走り追い抜く事の実験"を回想し、ジャックに対し自らのラインで走ることを提案する。リスクが大きいために反対するダニーだったが、ジャックは自らのラインで走ることを許可。するとヤンは次々オーバーテイクを重ね、遂にはラップレコードを更新するという快挙まで成し遂げる。こうして最終ラップに入ったヤンはニコラスと一騎打ちになる。ニコラス有利の中での接戦だったが、最終コーナーで仕掛け、わずかな差でチーム日産は見事3位入賞を果たしたのだ。
ゲーマーであってもプロレーサーとして表彰台に立てることを証明し、モータースポーツの歴史を塗り替えたヤン。「今日まで200以上のレースに参戦した事」「ビッグレースの前には必ずケニー・Gとエンヤを聞く事」「スタントドライバーとして本人も出演した」というエピソードがヤン本人の写真や映像とともに映し出され映画は幕を閉じる。

## キャスト
※括弧内は日本語吹替

### 主要人物
ヤン・マーデンボロー
演：アーチー・マデクウィ（松岡禎丞）
本作の主人公。
5歳の頃からプロのレーシングドライバーを目指しており、『グランツーリスモ』の熱狂的なファンで腕はピカイチだが、レーサーを目指しているにもかかわらず大学にも行っていないため父スティーブから苦言を呈される毎日だった。
ひょんな事からGTアカデミーの選抜レースに選ばれ、受難こそあれど選抜レース優勝を飾り、GTアカデミーに選抜される。そこでの厳しいトレーニングを切り抜け最終レースにおいてマティとの接戦を制し優勝を飾りGTアカデミーの代表となる。
ライバル達の圧や大事故などを経験するも、ジャックやダニーといった仲間達との力で乗り越え、そしてジャックの果たせなかった表彰台を目指すべく、ル・マン24時間耐久レースに挑む。
ジャック・ソルター
演：デヴィッド・ハーバー（三宅健太）
GTアカデミーのチーフ・エンジニア兼ヤンのトレーナー。
元レーサーでアイオワからル・マンに挑戦するも、そこで事故を起こしその時共にクラッシュしたフォードのドライバーが死亡してしまったことがきっかけで引退。それからは紆余曲折あってレーシングチームのチーム・キャパのメカニックとして働く、しがない日々を送っていた。当初はダニーの誘いを断るも、ニコラスの逆上に堪忍袋の緒が切れてチーム・キャパを脱退しチーフ・エンジニアとしてGTアカデミーに加入を決意する。
当初はゲーマー達を信用していなかったが、ブレーキフェードの指摘を見事に言い当てたヤンを次第に信用していくようになり、良き師匠としてヤンをサポートしていくようになる。
常にテープレコーダーを持ち歩いており、ブラック・サバスが好き。愛車はサイドにポルシェのロゴが入ったポルシェ・911 GT3 RS(992型)。
モデルとなった人物は、1999年より日産に加入しSUPER GTの他にLMP1プロジェクトやGT3チームのディレクターとして働き、2015年までヤン本人のエンジニアを担当していたリカルド・ディヴィラである。
ダニー・ムーア
演：オーランド・ブルーム（三木眞一郎）
日産のマーケティング担当。
日産自動車の新たな購買層としてグランツーリスモのプレイヤーに目をつけ、GTアカデミーを立ち上げる。
ゲーマー達に対して期待を持つ一方で慎重な一面を持っており、僅差で勝利したヤンではなく敗北したマティをマーケティングの面から選出しようとしたり、ル・マンで「自らのラインで走る」というヤンの提案をリスクが大きいため反対することもあった。
モチーフとなった人物は2015年まで日産のグローバルモータースポーツのブランド・セールス・マーケティング責任者を率いていたダレン・コックス。

### ライバル達
マティ・デイビス
演：ダレン・バーネット（浪川大輔）
GTアカデミーのトップドライバーで、ヤンのライバル。アメリカ出身。
グランツーリスモで鍛えたテクニックを持ち、アカデミーでは首席の位置におり期待されるドライバーだったが、最終レースにてヤンに鼻の差で敗れアカデミー代表選出はならなかった。
その後は小規模のレースにてレーサーを続けていたが、ル・マン出場においてチーム日産の一員として選抜される。
かなりの自信家でヤンを「モヤシ」と称したものの、ツアーを見たヤンを称賛すると同時に事故は彼のせいではないと庇うなど、GTアカデミーの仲間としてヤンを支えた。
アントニオ・クルス
演：ペペ・バロッソ（逢坂良太）
GTアカデミーの参加者。スペイン出身。
最終レース2位で残るものの、7周目でヤンに追い抜かれて大きく悔しさを露わにした。
アカデミー代表に選抜されなかった後もマティと共に小規模のレースにてレーサーを続けていたが、ル・マン出場においてチーム日産の一員として選抜され、快走を見せるも足を攣るアクシデントに見舞われてしまう。
リア・ベガ
演：エメリア・ハートフォード（佐倉綾音）
GTアカデミーの参加者の女性ドライバー。アメリカ出身。
厳しいトレーニングに耐え抜き最終レースに残るものの、3周目でヤンに追い抜かれてしまい代表には選ばれなかった。
ヤンや同期生のマティとアントニオが出走するル・マンに同期生として駆けつけ、仲間達とともにヤンの表彰台を見届けた。
アカデミーに選出されなかったマティとアントニオが小規模のレースを続けていた中、彼女もレースをしていたかどうかは語られていない。
ニコラス・キャパ
演：ヨシャ・ストラドフスキー（石川界人）
ヤンのライバルドライバーのオランダ人。ランボルギーニ系チーム「チームキャパ」に所属している。
非常に傲慢な態度で感情的な性格。ドライビングについても接触上等のダーティーな一面も見せる。その上ヤン達ゲーマーを危険であると敵視しており、事ある毎に突っかかる。
その性格が祟り、メカのジャックに逆上しチーム離脱を招いた他、焦りを見せて前方を走っていたレクサス・RCとの接触による横転事故を引き起こしたりなど、未熟なところも多い。
最終レースのル・マンでは表彰台圏内を走るも、ヤンに対し仕掛ける隙を与えてしまい鼻の差で敗れ、表彰台を取り逃す結果となってしまった。
フレデリック・シューリン
演：ニール・マクシェア
ヤンのライバルドライバーのドイツ人。アウディ系のレーシングチームに所属する。
ベテランドライバーで実力はあるが、レッドブル・リンクにてヤンに抜かれたり、ドバイにおいてヤンに敗れるなどやられる一面が多い。
ル・マンにも出走したが、周回遅れのフェラーリ・488と接触を起こし宙を舞った末に壁に激突しマシンごと爆発する事故を起こす。炎上したマシンから辛くも脱出したものの、これがニュルブルクリンクでのトラウマをヤンが思い出してしまうきっかけになってしまう。
日本語吹き替え版では、何故かレッドブル・リンクのシーンのみ吹き替えがなされておらず、言語版のままになっている。

### ヤンの家族
スティーブ・マーデンボロー
演：ジャイモン・フンスー（大塚明夫）
ヤンの父親。元プロサッカー選手。
息子の進路に対し苦言を呈したり、彼の夢に対しできるわけがないと一蹴するなどの現実主義者。しかしレーサーデビューをした彼の姿をテレビで見守ったり、事故で負傷したヤンへ電話をかけるなど徐々に認識を改め、ル・マン出走への準備をするヤンの元を訪れ、自身の思いとともに夢を支えてあげられなかった事を涙ながらに詫びた。
その後はル・マンへ出走するヤンを家族とともに観戦し、彼の表彰台を見届けた。
レスリー・マーデンボロー
演：ジェリ・ハリウェル＝ホーナー（園崎未恵）
ヤンの母親。
息子であるヤンを大事に思っており、ヤンの夢に対し一定の理解をしたり、事故を起こしたヤンに電話をかけるといった一面がある。
その後は家族とともにル・マンを観戦し、ヤンの表彰台を見届けた。
コビー・マーデンボロー
演：ダニエル・プイグ（鈴木達央）
ヤンの弟。
父と同じサッカー人生を歩んでおり期待されていたが、ヤンチャな性格でパーティーでは酒を飲んで騒ぎを起こし兄のヤンの大会出走危機を招く原因になってしまった。
その後は家族とともにル・マンを観戦し、ヤンの表彰台を見届けた。

### その他
オードリー
演：メイヴ・コーティエ＝リリー（鬼頭明里）
ヤンが想いを寄せる女性。
ヤンの夢をバカにしたりせず応援したり、事故を起こし意気消沈したヤンを心配するなど、ヤンを大事に思っている。
終盤ではパーソルやGTアカデミー生と共にル・マンへ駆けつけ、彼の表彰台を見届けた。
パーソル
演：ニクヒル・パーマー（畠中祐）
ヤンの友人。ゲーマーカフェに入り浸る生活をしている。
ヤンがGTアカデミーの選抜レースに選ばれたことにいち早く気づき、連絡を入れた。
終盤ではオードリーと共にル・マンへ駆けつけ、彼の表彰台を見届けた。その際、GTアカデミー生に彼女を紹介している。
ジャック・マン・ジョーンズ
演：ジェイミー・ケナ
チーム日産のベテランメカニック。
ゲーマー出身のヤンをバカにしていたが、徐々に実力をつけていく内に彼らを見直していく。そしてル・マン表彰台を飾ったヤンに「ピットの事はすべて任せろ」と彼を信用した。
パトリス・キャパ
演：トーマス・クレッチマン（荻野晴朗）
ニコラスの父親。
ニコラスに対し表彰台を守れと指示するが、そのニコラスが表彰台を取り逃がしてしまった際は大きく悔しさを露わにした。
山内一典
演：平岳大
『グランツーリスモ』のクリエイター。山内自身は寿司職人役でカメオ出演している。

## 登場車種

### 日本車
日産・GT-R
GTアカデミーの実習車で、ヤン・マーデンボローが乗る2号車として登場する。
標準モデルがベースに、2020年モデルのGT-R NISMOのホイールとリアスポイラーを装備している。ボディカラーはブリリアントホワイトパール。
日産・GT-R NISMO
GTアカデミーの実習車として、4台登場する。ボディカラーはいずれもブリリアントホワイトパール。
このうち1号車と3号車、5号車が2020年モデルを使用しており、4号車は2014年モデルを使用している。
日産・GT-R NISMO GT3
レッドブル・リンク、ドバイ・オートドローム、ニュルブルクリンクのシーンにて登場。2015年モデルを使用しており、ボディカラーは白でサイドおよびフロントバンパーからトランクにかけて赤いストライプが引かれている。
劇中で使用されたのは車両は、実際に2015年のニュルブルクリンク24時間レースにおいて使用された個体である。
ホンダ・NSX NA2
序盤およびエンディングのモデリングおよびサウンド取材シーンにてボディカラーが赤の個体と白の個体が登場する。
赤のホンダエンブレムが装備されNSX-Rのようにされているものの、どちらも左ハンドルであるためベースは北米仕様のアキュラ・NSXであると思われる。
日産・200SX RPS13
日産・300ZX Z31
ダットサン・240Z
日産の本社に展示されている個体で、ボディカラーは200SXが赤、300ZXがシルバー、240Zはダークブルー。ダニーがプレゼンテーションを終えた際のシーンにて登場する。
日本のシーンであるにもかかわらず、何故か全車すべて日本仕様ではなく海外仕様が展示されている。また、車両が展示されている場所の背景で紹介されている日産車は、スカイラインGT-R以外すべて海外仕様である。
日産・370Z NISMO
GTアカデミーのセーフティカーとして登場する。ボディカラーはオレンジ。
レクサス・RC
レッドブル・リンク、ドバイ・オートドロームのレースシーンにて登場する。黒を基調に白、ピンク、水色、青のアクセントが特徴。TRA京都製のロケットバニーワイドボディキットを装備している。フロントバンパーの形状からRC Fではない。
中盤のドバイ・オートドロームにおいて、焦りを見せオーバースピードでコーナーを抜けたニコラスとのクラッシュに巻き込まれてしまった。

### アメリカ車
フォード・GT
序盤およびエンディングのモデリングおよびサウンド取材シーンにて登場する。ボディカラーは黒にシルバーのストライプ。
フォード・フォーカス エステート
イギリス仕様のパトカーとして登場する。
職務質問から逃走したヤンの乗るフォルクスワーゲン・コラードを追跡するも、ヤンのドラテクに翻弄され追跡を諦めた。
フォード・GT Mk II
レッドブル・リンク、ドバイ・オートドローム、ニュルブルクリンク、ル・マンのシーンにて登場。ボディカラーは水色と黒。
本車は厳密にはサーキット専用車であるが、映画内においてはGT3として扱われている。
シボレー・コルベット スティングレイ C8
レッドブル・リンク、ドバイ・オートドローム、ニュルブルクリンクのシーンにて登場。ボディカラーはグレーで黒とグリーンのアクセントとキャタピラー社のロゴが特徴。Competition Carbon製C8RRワイドボディキットを装着している。
シボレー・カマロ ZL1
レッドブル・リンク、ドバイ・オートドローム、ニュルブルクリンクのシーンにて登場。白と黒とグリーンのリバリーが施された他、大きめのリアウィングとリコラ社のロゴが特徴。
レッドブル・リンクのシーンにおいてスタート直後にスピンを喫している。

### ヨーロッパ車
リジェ・JS PX
終盤のル・マン24時間耐久レースにて「チーム・日産」が使用するプロトタイプカー。劇中ではヤン、マティ、アントニオがドライブしている。
実車では836馬力、910kgというスペックを誇る車両だが、映画内ではLMP2と同一ともとれる描写がされている。
ランボルギーニ・ウラカン GT3
「チーム・キャパ」が使用するマシン。ニコラス・キャパがドライブする。黒と金のカラーリングが特徴。
レッドブル・リンク、ドバイ・オートドローム、ニュルブルクリンクのシーンにて登場しており、ドバイ・オートドロームのシーンにおいては焦りのあまりレクサス・RCに突っ込み大きく横転するクラッシュを喫している。
その他にもル・マンのシーンにおいて黒色の個体が走行している。
アウディ・R8 LMS GT3 Evo II
フレデリック・シューリンがドライブするレーシングカー。白のカラーリングに虹色のアクセントが特徴。
ル・マンのシーンでも白色の個体が僅かに登場している。
ポルシェ・911(992) GT3 RS
ニュルブルクリンクのシーンにおいてジャック・ソルターがドライブする一台。サイドにポルシェのロゴが入っているのが特徴。ボディカラーはホワイト。
事故を起こし傷心のヤンを勇気づけるため、ヤンをドライブさせた。
フォルクスワーゲン・コラード
スティーブの車。ボディカラーは赤。パーティーに向かうコビーが勝手に持ち出してしまった。
コビーの友人の乗るグランドビターラにぶつけられて、ミラーに傷を入れてしまう。
アストンマーティン・ヴァンテージ GT4
レッドブル・リンク、ドバイ・オートドローム、ニュルブルクリンク、ル・マンのシーンにて登場する。ボディカラーはイエロー。
GT4規定の車両であるにもかかわらず、映画内ではGT3マシンと同等の扱いである。
BMW・M6
レッドブル・リンク、ドバイ・オートドローム、ニュルブルクリンク、ル・マンのシーンにて登場する。白と黒にBMW Mのストライプが随所に引かれているのが特徴。
ロードカーであるにもかかわらず、M6 GT3のステッカーがウイングやボディなどに貼られている。
BMW・M8
ル・マン24時間のセーフティカーとして登場する。
なお、BMWのセーフティカーが実際のル・マン24時間に使用されたのは2017年で、その時使用されたのはM2である。
フェラーリ・488チャレンジ
レッドブル・リンク、ドバイ・オートドローム、ニュルブルクリンク、ル・マンのシーンにて登場する。赤のカラーリングにデロンギのロゴが描かれている。
レッドブル・リンクにおいてはエンジンブロー、ル・マンにおいてはシューリンとの接触などクラッシュやトラブルがよく目立つ。
マクラーレン・720S GT3
レッドブル・リンク、ドバイ・オートドローム、ニュルブルクリンク、ル・マンのシーンにて登場する。ユナイテッド・パーセル・サービスのロゴが入っており、マシンもそれに準じたカラーリングになっている。
ポルシェ・911(997) GT3 Cup
レッドブル・リンク、ドバイ・オートドローム、ニュルブルクリンク、ル・マンのシーンにて登場する。
白のボディカラーに青いストライプが入った個体と、青のボディカラーに白のワイヤーフレームのようなアクセントが入った個体が登場する
リジェ・JS P320
ル・マン24時間のレースシーンにおいて、「チーム・キャパ」が使用するマシン含めて多数登場する。
劇中ではLMP2のように扱われているが、実車はLMP3規定の車両である。
リジェ・JS P2
ル・マン24時間のレースシーンにシューリンのチームが使用するマシンとして登場する。
ヤンとの攻防を繰り広げる最中にフェラーリ・488と接触し空中に舞った末に壁に激突し、爆破炎上してしまった。

## 公開

### アメリカ
当初は2023年8月11日に公開予定だったが、同年7月に配給会社のソニー・ピクチャーズ エンタテインメント作品の公開スケジュールが見直され、2週間延期となり、同年8月25日に変更となった。

### 日本
2023年9月15日に公開。テーマソングにはゲーム版のメインテーマ曲「MOON OVER THE CASTLE」を手がけた安藤正容がかつて所属していたバンドT-SQUAREの「CLIMAX」が起用されることが発表されている。
2023年9月19日に発表された週末興行成績ランキングでは初登場第4位にランクインした。
ホームメディアについては2023年11月2日からデジタル配信が先行する形で配信によるレンタルと販売を開始した。ディスクによるレンタルと販売については同年12月20日から開始する予定。

## 評価
レビュー・アグリゲーターのRotten Tomatoesでは225件のレビューで支持率は65%、平均点は6.10/10となった。Metacriticでは47件のレビューを基に加重平均値が48/100となった。

### 受賞
- 第48回 報知映画賞 作品賞・海外[26]